# Joan Hambidge
Joan Helene Hambidge (née le 11 septembre 1956 à Aliwal North en Afrique du Sud) est une poétesse de langue afrikaans et une spécialiste de théorie de la littérature. Elle est une auteure prolifique, une personnalité publique controversée et une critique célèbre pour son style d'écriture direct et franc. Ses contributions académiques traitent principalement de Roland Barthes, de déconstruction, de postmodernisme, de psychanalyse et de métaphysique.

## Biographie
Hambidge, a étudié à l'Université de Stellenbosch et à l'Université de Pretoria. Elle a obtenu un doctorat sous la direction d'André Brink à l'Université Rhodes en 1985. Elle a passé un deuxième doctorat à l'Université du Cap en 2001.
Alors qu'elle était maître de conférences à l'Université du Limpopo, elle a commencé à s'exprimer en tant qu'écrivaine.
Elle a reçu le Prix de littérature Eugène Marais pour son deuxième recueil de poésie, Bitterlemoene ("Oranges Amères"), en 1986. Ce prix est l'un des prix littéraires les plus convoités en Afrique du Sud. Elle a aussi gagné le Litera Prize ainsi que le Prix de Poésie de l'Institut de l'Afrique.
Elle est actuellement professeure à la Faculté de Langues et de Littérature de l'Université du Cap.

## Œuvres principales
Même si elle écrit en afrikaans, Hambidge a traduit elle-même certains de ses poèmes en langue anglaise. D'autres traductions ont été effectuées par Jo Nel, sa camarade poète et amie proche Johann de Lange, ou Charl JF Cilliers. Son travail a été publié aux Pays-Bas et au Royaume-Uni ainsi qu'aux États-Unis. Avec ses 26 volumes de poésie publiés en 2016, elle est la poète la plus prolifique en afrikaans.
Hambidge est spécialiste de théorie littéraire, et cela se reflète dans ses écrits, en particulier dans ses œuvres de fiction. Elle joue avec la différence entre la théorie et la pratique dans ses romans Judaskus ("Baiser de Judas", 1998) et "Kladboek" (2008). Elle a également publié deux ouvrages théoriques: Postmodernisme (1995), sur Roland Barthes, la déconstruction et le post-modernisme, et "Psigoanalise en lees" ("Psychanalyse et lecture", 1991), sur Jacques Lacan et la lecture.

### Autres contributions
Hambidge voyage beaucoup et tient une chronique hebdomadaire pour le quotidien du Cap, Die Burger. Elle est critique et chroniqueuse pour le webzine littéraire afrikaans Litnet.

## Style littéraire
Hambidge est célèbre pour son approche iconoclaste et irrévérencieuse des traditions littéraires et des idoles culturelles afrikaans  ainsi que pour son ré-examen de sujets auparavant tabous. Elle est également la première auteure afrikaans à avoir traité le lesbianisme à partir de sa propre expérience. Elle traite de façon humoristique et satirique la plupart des sujets qu'elle aborde.

## Recueils de poésie
- Hartskrif (1985)
- Bitterlemoene (1986)
- Die anatomie van melancholie (1987)
- Palinodes (1987)
- Geslote baan (1988)
- Donker labirint (1989)
- Gesteelde appels (1989)
- Kriptonemie (1989)
- Verdraaide raaisels (1990)
- Die somber muse (1990)
- Tachycardia (1990)
- Die verlore simbool (1991)
- Interne verhuising (1995)
- Ewebeeld (1997)
- Lykdigte (2000)
- Ruggespraak (2002)
- Die buigsaamheid van verdriet (2005)
- En skielik is dit aand (2006)
- Dad (2006)
- Koesnaatjies vir die proe (2008)
- Vuurwiel (2009)
- Visums by verstek (2011)
- Lot se vrou (2012)
- Meditasies (2013)
- Matriks (2016)
- Indeks (2016)

## Romans
- Swart Koring (1996) (Parodie des romans de gare, avec des amours lesbiennes)
- Die Swart Sluier (1998) (Parodie de roman policier et d'histoire de fantômes)
- Judaskus (1998)
- Sewe Sonjas en wat hulle gedoen het (2001)
- Skoppensboer (2001)
- Palindroom (2008)
- Kladboek (2008)

## Œuvre critique
- Psigoanalise en lees (1989) (Psychanalyse et  lecture)
- Postmodernisme (1995)